# Kirsty Duncan

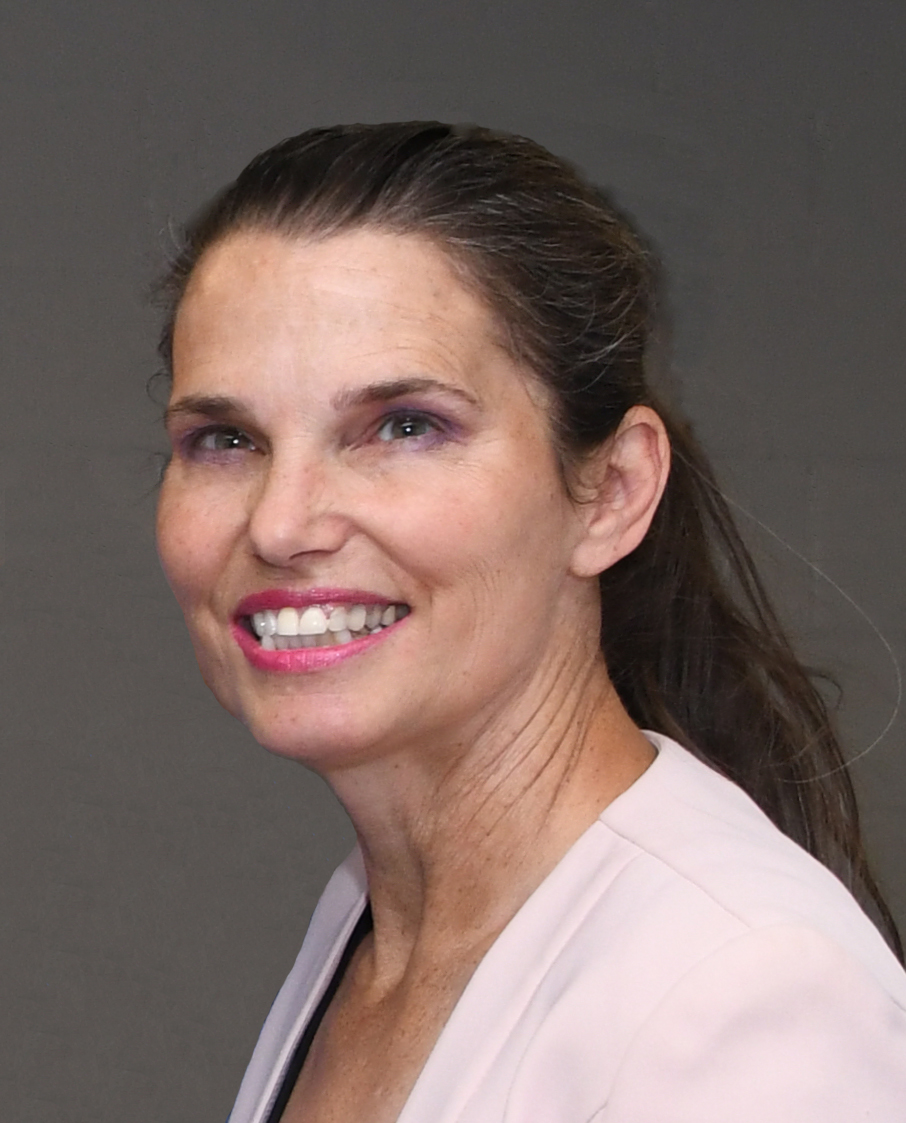
Kirsty Duncan (2019)

Kirsty Ellen Duncan PC (geboren am 31. Oktober 1966 in Etobicoke, Ontario) ist eine kanadische medizinische Geografin und Politikerin der Liberalen Partei.

## Ausbildung
Im Jahr 1985 schloss Duncan ihre schulische Bildung am Kipling Collegiate Institute ab und studierte sodann Geografie und Anthropologie an der Universität von Toronto. An der University of Edinburgh, in Schottland, erhielt sie 1992 den Doktorgrad in Geografie.

## Wissenschaftliche Tätigkeit
Duncan war ein associate professor an der Universität von Toronto und unterrichtete globale Umweltprozesse und medizinische Geografie. Sie diente auch als Mitglied des IPCC, dem sog. „Weltklimarat“, der alle paar Jahre den Forschungsstand der Klimaforschung in großen Sachstandsberichten zusammenfasst.
Von 1993 bis 2000 unterrichtete Duncan Meteorologie, Klimatologie und Klimawandel an der University of Windsor. Als sie im Jahre 1992 auf die erhöhte Wahrscheinlichkeit einer globalen Grippe-Epidemie aufmerksam wurde, suchte sie Wege, um dieses Virus besser zu erforschen – und leitete 1998 eine Expedition nach Alaska und Longyearbyen, da sie vermutete, dass Fragmente der Grippeviren von 1918 in den dortigen Permafrost-Böden wohl überdauert hatten. Die letztlich erfolglose Suche wurde von ihr im Buch Hunting the 1918 Flu: One Scientist's Search for a Killer Virus beschrieben.

## Bundespolitik
Als im Februar 2008 Roy Cullen seinen Rücktritt erklärte, wurde Duncan von der Liberalen Partei Kanadas als Kandidatin gesetzt. Sie gewann die Wahl für den Wahlkreis Etobicoke North und wurde 2011, 2015 und 2019 wieder gewählt.
Am 4. November 2015 wurde Duncan von Premierminister Justin Trudeau zur Ministerin im 29. kanadischen Kabinett ernannt. Zum gleichen Termin wurde sie auch in den Kronrat berufen. Von 2015 bis 2019 nahm sie im Kabinett den Posten einer Ministerin für Wissenschaft ein. Nach dem Rücktritt Kent Hehrs wegen sexuellen Fehlverhaltens übernahm Duncan 2018 für ein halbes Jahr zusätzlich das Ministerium für Sport und behinderte Menschen. Im Rahmen der Kabinettsumbildung 2019 schied sie als Ministerin aus.

## Schriften
- Kirsty Duncan: Hunting the 1918 Flu: One Scientist's Search for a Killer Virus. University of Toronto Press, Toronto 2003, ISBN 978-0-8020-8748-5.
- Kirsty Duncan: Environment and Health: Protecting our Common Future. WIT Press, 2008, ISBN 978-1-84564-130-6.